# Mellemkrigstiden
I moderne europæisk sammenhæng betyder begrebet specifikt tiden mellem afslutningen på 1. verdenskrig i 1918 og udbruddet af 2. verdenskrig i 1939.
Normalt deler man perioden op i to dele, således at tiden fra 1918 til Wall Street-krakket i 1929 er den første del, der er præget af ny optimisme efter afslutningen af krigen, der kostede så store ofre, såvel menneskeligt som materielt. Den anden del af perioden går fra krakket og frem til 2. verdenskrigs udbrud i 1939, hvor verden nok en gang trues af krig. Denne periode er præget af følgerne af den økonomiske krise.
Perioden er præget af et opgør med det gamle, der bliver derfor eksperimenteret meget indenfor alle dele af samfundet. Nye skoler indenfor arkitektur, kunst og musik dukker op. Nye partier og politiske bevægelser ser dagens lys eller finder sine ben at stå på.

## Historie

### Indledning
Perioden indledes med 1. verdenskrig afslutning d. 11. november 1918. Umiddelbart efter fredsslutningen, er alle naturligt glade for, at krigen endelig er slut efter 4 år. Imidlertid går der ikke lang tid, før realiteterne presser sig på. Det meste af krigen er foregået på fransk jord, mere specifikt i regionerne: Alsace, Champagne-Ardenne,Lorraine og Nord-Pas-de-Calais. Disse regioner har under det meste af krigen været besat af tyskerne. Besættelsen har resulteret i en markant nedslidning af såvel industri som transportmidler i denne del af Frankrig, derudover har tyskerne også efterladt flere miner i oversvømmet stand. Så et stort oprydningsarbejde forestår for franskmændenes del. I forlængelse heraf forlanger Frankrig at Tyskland betaler en krigsskadeserstatning på 132 milliarder guld mark. Dette punkt har i eftertiden fået en del af skylden for 2. verdenskrigs udbrud. Flere af de andre store nationer, herunder USA, modsatte sig denne erstatning og ratificerede derfor aldrig Versaillestraktaten, som fredstraktaten endte med, at blive kendt som. Hele problematikken omkring krigsskadeerstatningen er i det hele taget et punkt, som satte sig spor i de første år efter krigen, således besatte Frankrig flere gange dele af Tyskland på grund af manglende betaling af erstatningen. I det hele taget er mellemkrigstiden i høj grad præget af modsætningerne mellem de tidligere krigsførende magter, således er fransk politik præget af en stærk anti-tysk politik, som bl.a. resulterer i Maginot-linjen. I Tyskland betød bl.a. krigsskadeserstatningerne at økonomien var dårlig, hvilket resulterede i et politisk ustabilt klima, med revolution og kampe mellem indbyrdes uenige politiske bevægelser. hvilket i sidste ende førte til Hitlers magtovertagelse i 1933.

### Udvikling
Efter at den officielle del af fredsslutningen er overstået, er det tid for de enkelte lande at komme i gang med at lægge krigen bag sig og komme videre i den nye tid. Dette resulterer i at den økonomiske udvikling nærmest eksploderer i Europa og USA i 1920'erne. Der skal ske noget. En af de få fordele, der er ved krig er, at den teknologiske udvikling ofte skrider frem med stormskridt, således så man historiens første flyvning i en flyvemaskine tungere end luften, udført af Brødrene Wright i 1903. 15 år senere i 1918, fløj flyvemaskinerne 185 km/t.

## Kultur
Mellemkrigstiden er præget af en desillusioneret ungdom, som gør oprør mod de ældre generationer. Dette oprør antager mange former, men kommer måske specielt til udtryk indenfor kulturen, hvor nye måder at gøre tingene på ser dagens lys.

#### Dansk litteratur
Efter nedbrydelsen af voldene i 1867 havde København udviklet sig til en moderne metropol, der efter krigen fremstod med brokvarterer, industri, biografteatre, elektriske sporvogne, bil og en stor ny banegård. Tidligere havde det været sådan, at når digterne skulle besynge Danmark, så var det naturen med hav og mark og skov, der blev skrevet om. Efter krigen blev der i lige så høj grad skrevet om storbyens puls og de problemstillinger man stod overfor når man flyttede fra land til by.
Flere forfattere bekendte sig åbenlyst til futurismens fascination af fart og teknik, heriblandt
Emil Bønnelycke som f.eks. skrev digtsamlingen Asfaltens Sange i 1918, hvor han begejstret skriver om København. En anden af tidens poeter Tom Kristensen skriver også om storbyens hektiske liv f.eks. i digtet Middag hvor han skriver om et kioskbuds trængsler i den københavnske trafik, men også i romanen Hærværk, der udstiller byens hektiske tempo, der kan knække selv de stærkeste.
Andre skriver om provinsboernes møde med storbyen, et møde der opstår, fordi København er stedet man bliver nødt til at tage til, hvis man vil på universitetet eller hvis man ønskede en uddannelse indenfor kunst, musik eller teater. Blandt dem der skriver om dette møde er forfattere som Jens August Schade, der i romanen Sjov i Danmark fra 1928 skriver om den unge mand Sjov, der kommer til København fra Jylland, for at studere og efter flere tildragelser står på randen af et selvmord. Anderledes dyster er Jacob Paludans roman om de to nordjyske brødres møde med byen, hvor den ene ender med at begå selvmord og den anden rejser hjem til Jylland igen. Også kvindelige digtere skriver om dette møde bl.a. Aase Hansens Ebba Berings studentertid fra 1929 og Karin Michaëlis' Træet på godt og ondt fra 1930.
Andre danske forfattere fra denne periode er Otto Gelsted og Rudolf Broby-Johansen
Bogudgivelser hvor det mere traditionelle danske bondesamfund indgår forsvandt ikke i mellemkrigstiden. En af Danmarks helt stor forfattere Morten Korch udgav også i denne tid en lang række romaner og i 1937 modtog han Ridderkorset for sin indsats.
Men man kan nok sige, at mellemkrigstiden markerer en overgang mellem det traditionelle danske forfatterskab, der er karakteriseret ved landboidyllen og det moderne hvor menneskers problemer og udfordringer er i centrum.
En del af de ovennævnte forfattere skrev også om krigen og dens følger, selvom man må erkende at Danmark var sluppet nådigt.
Danske forfattere bekendte sig også til surrealisme f.eks. Gustaf Munch-Petersen og Jens August Schade

### Musik
Indenfor musikken er det måske i særlig grad jazz'en, der kommer til at lægge musik til mange af periodens begivenheder, selvom jazz ikke er opstået i mellemkrigstiden, er det her den opnår sin verdensomspændende udbredelse og popularisering. I denne periode opstår også flere afledte genrer af jazz'en, herunder sigøjnerjazz, blues, charleston og lindyhop. Af de store indenfor jazz'en kan nævnes navne som Louis Armstrong, Fletcher Henderson, Duke Ellington og de store blues sangerinder Bessie Smith og Billie Holiday.

#### Dansk musik
I Danmark dør en af de store i dansk musik i 1931, men inden da når Carl Nielsen at få komponeret meget musik i perioden
og kommer således til, at stå som en af dem, der musikalsk tegner perioden i Danmark. En anden musiker fra perioden er
Leo Mathisen, som indledte sin karriere i slutningen af 20'erne. Ellers byder tiden på populær filmmusik som eksempelvis
Mille, Marie og mig med den stadigt spillede Jeg har elsket dig, så længe jeg kan mindes. Også i Danmark havde man
større underholdningsorkestre, som Teddy Petersens orkester.

### Teaterkunst
I Berlin i 1920'erne opstår det politiske teater, hvis kendteste repræsentanter er Vsevolod Meyerhold, Bertolt Brecht og Erwin Piscator. I USA opstår to nye betydningsfulde retninger: det musikalske drama musicalen samt den psykologiske realisme repræsenteret ved bl.a. nobelprismodtageren Eugene O'Neill & Tennessee Williams

#### Danske teater
Dansk teater var præget af den naturalisme, der var blevet indført i 1880'erne. Man havde ualmindeligt svært ved, at udvikle teatret i andre retninger, på trods af opfordringer fra flere intellektuelle. Faktisk var det først ved indgangen til 2. verdenskrig, at nye dramatikere kom på banen, herunder Kaj Munk, Kjeld Abell, Soya og Poul Henningsen.

### Film
I filmen var nogle af de store udenlandske navne Charlie Chaplin, der indspillede klassikere som Guldfeber (1925), Moderne tider (1935) og Diktatoren (1940) og Buster Keaton. I Tyskland gjorde man meget for udviklingen af filmen, ved at opføre moderne studier i Berlin og man opfordrede filmfolkene til at eksperimentere, hvilket bl.a. kom til udtryk ved at ekspressionismen holdt sit indtog dele af tysk film. Store instruktører fra den tid var folk som Robert Wiene, Friedrich W. Murnau, og Fritz Lang, den sidste instruerede den ikoniske Metropolis (1926). Også i Sovjetunionen skete der en stor udvikling indenfor filmen, primært fordi filmen blev brugt i styrets propaganda. En af de kendteste sovjetiske film fra denne periode er Sergej Eisensteins Panserkrydseren Potemkin fra 1926.

#### Danske film
Danske film i 1920'erne betyder stumfilm. Perioden benævnes ofte som dansk stumfilms guldalder, hvor Danmark var en af verdens førende stumfilmsproducenter, med navne som instruktøren Benjamin Christensen, og skuespillerne Asta Nielsen og Valdemar Psilander. Andre danske stjerne på stumfilmhimlen er Fyrtaarnet og Bivognen og den senere stjerneinstruktør Carl Th. Dreyer. En helt anden genre, som også så dagens lys i mellemkrigstidens Danmark, var animationsfilmen, hvor multikunstneren Storm P, var en af de første.
Senere i 1930'erne da tonefilmen brød igennem, mistede Danmark nok noget af sin internationale førerposition, til gengæld
blev der produceret en masse danske musikfilm, med musik som man stadig i dag kan høre spillet. Blandt de populære kunstnere
finder man Ib Schønberg og Marguerite Viby
Som en slags bevis for, at filmen blev mere og mere udbredt i perioden, kan man anføre at Danmark i 20'erne fik sin første
biograflov. Der er en hvis tvivl om om det skete i 1922
eller i 1924.

### Arkitektur
- Bauhaus
  - Walter Gropius
  - Mies van der Rohe
- Bedre Byggeskik
- Funktionalisme
  - Le Corbusier
- Modernisme

#### Danske arkitekter
- K.T. Seest
- Ib Lunding

### Kunst
Kunsten er ligesom litteraturen lige efter krigen præget af denne. Der bliver skabt kunst der beskriver rædslerne i skyttegravene og den ofte usle behandling af de hjemvendene "helte". Tysker malere som Otto Dix, Georg Grosz, Käthe Kollwitz og John Heartfield
lagde alle op til en skarp fordømmelse af krigen.
Senere kom de kunstnere, som bekendte sig til principperne fra Bauhaus, det var malere som Paul Klee, Wassily Kandinsky, Kazimir Malevitj og Piet Mondrian.
- Surrealisme
  - Max Ernst

#### Kunsten i Danmark
I perioden under og lige efter krigen krigen, slog bevægelser som kubismen og futurismen igennem i dansk malerkunst, bl.a. på grund af en maler som Jais Nielsen, der havde tilbragt 3 år før krigen i Paris og derfra hjembragt de nye strømninger i malerkunsten.
- Surrealisme
  - Vilhelm Bjerke Petersen
  - Wilhelm Freddie
  - Richard Mortensen
  - Ejler Bille

## Ekstern henvisning
- Wikimedia Commons har flere filer relateret til Mellemkrigstiden
- "Mere om mellemkrigstiden på [[danskhistorie.dk]]". Hentet 2012-06-09. {{cite web}}: Konflikt mellem URL og wikilink (hjælp)